# Barrow (île)
Pour les articles homonymes, voir Barrow island et Barrow.
L'île Barrow est une ancienne île de la ville de Barrow-in-Furness, dans le comté de Cumbria en Angleterre.
Originellement séparée de la Grande-Bretagne, elle a été reliée au continent en 1860. Elle est séparée de l'île de Walney par le détroit de Walney.

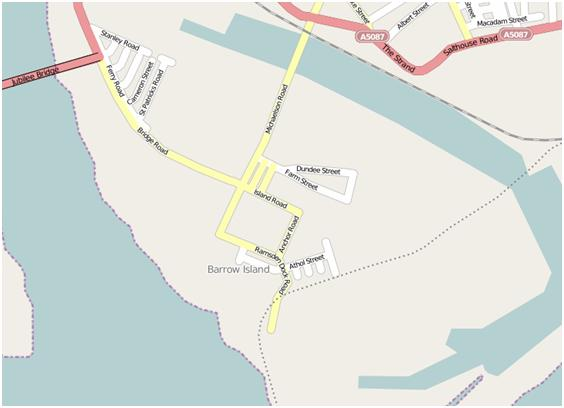
La carte de l'île

## Traduction
- (en) Cet article est partiellement ou en totalité issu de l’article de Wikipédia en anglais intitulé « Barrow Island, Barrow-in-Furness » (voir la liste des auteurs).